# Hermann Jacobsen (Admiral)
Hermann Jacobsen (* 23. April 1859 in Rendsburg; † 14. November 1943 in Darmstadt) war ein deutscher Admiral. Von 1900 bis 1902 war er Vorstand des Nachrichtenbüros im Reichsmarineamt.

## Leben
Hermann Jacobsen trat nach seinem Volksschulbesuch im April 1875 in die Kaiserliche Marine ein. Hier absolvierte er vom 1. Oktober 1875 bis 30. April 1876 eine seemännische Grundausbildung an der Marineschule Mürwik. Nach einem längeren Bordeinsatz kehrte er 1878 an die Marineschule zurück und beendete die Grundausbildung am 14. April 1880. Nach dem Abschluss wurde er im gleichen Jahr für drei Wochen zur Panzerkorvette Sachsen kommandiert. Nach mehreren weiteren Bordeinsätzen kam er ab 1891 als Adjutant bei der Marineinspektion für die Schiffsartillerie zum Einsatz. Diesen Tätigkeiten endeten 1893 und er wurde ab 1897 zu verschiedenen Diensten beim Oberkommando der Marine herangezogen. Von Dezember 1897 bis November 1899 war er Kommandant der Geier. Zu einem Auslandseinsatz reiste er dann vom 6. November bis 31. Dezember 1899 nach San Francisco.
Nach der Rückkehr 1900 nach Deutschland erfolgte die Kommandierung von Hermann Jacobsen ins Reichsmarineamt in Berlin. Hier war er als Kapitänleutnant zuerst in der Militärischen Abteilung eingesetzt und übernahm ab 1. Oktober 1900 das Amt des Vorstandes im Nachrichtenbüros (N). Sein Vorgänger war August von Heeringen. Hauptziel dieser Institution war es, in Umsetzung der erlassenen Flottengesetze und des Aufbaus der kaiserlichen Kriegsflotte, die Organisation einer intensiven Propagandaarbeit voranzutreiben, um die bisherige Hauptblickrichtung vom kaiserlichen Heer auf die Marine zu lenken. Jedoch befand sich mit der Inkraftsetzung des 2. Flottengesetzes am 1. Juli 1900 die Nachrichtenstelle (N) bereits über dem Höhepunkt ihres Wirkens seit seiner Gründung 1897. Die Personalstärke des Nachrichtenbüros war zum Zeitpunkt der Übernahme des Vorstandspostens durch Jacobsen auf 3 Offiziere und wenige Hilfskräfte abgesenkt. Die größten Aufwendungen wurden durch den aufgebauten Lesedienst, das betraf das Sichten herausgegebener Publikationen von 163 Zeitungs- und Zeitschriftenverlagen sowie anderer Nachrichtenbüros, betrieben. Die marinebezogenen Ergebnisse dieser Informationsrecherchen wurden in Form von Kurznachrichten, Bulletins und Zusammenfassungen in schriftlicher Form an Zeitungsverlage, Journalisten, Pressestellen von Unternehmen aber vereinzelt nur an Reichsministerien weitergegeben. Das war insofern schwer, da innerhalb der Ministerien die Hoheit für Pressemitteilungen unter den Behörden in dieser Zeit beim Auswärtigen Amt lag. Aber zur Zeit des Einsatzes von Jacobson war das Nachrichtenbüro auch bereits dazu übergegangen eigene Publikationen, maritime Literatur und eine eigene Zeitschrift herauszugeben. Das war der „Nauticus – Jahrbuch für Deutschlands Seeinteressen“, der 1899 noch zaghaft und ab dem Jahrgang 1900 dann regelmäßig zusammengestellt, gedruckt und vertrieben wurde. Zwischenzeitlich war er für einen Monat beim Stab der Übungsflotte tätig.
Nach der obligatorischen Amtszeit im Nachrichtenbüro des Reichsmarineamtes wechselte Hermann Jacobsen zum 1. April 1902 als Kommandeur des Großen Kreuzers Freya. Nachfolger im Nachrichtenbüro wurde Kapitänleutnant Arnold Marks. Auf der Freya blieb er bis Mitte November 1904 und wurde in dieser Position zum Kapitän zur See befördert.
Ab September 1905 für zwei Jahre Kommandant der Braunschweig. Als Vizeadmiral führte er kurz von Mitte bis zur Auflösung Ende November 1914 die Marine-Division und übernahm bis 10. Januar 1918 mit Unterbrechungen die Führung über die 1. Marine-Division. Am 1. Januar 1918 erhielt er den Charakter als Admiral.
Am 14. November 1943 verstarb Hermann Jacobson in Darmstadt.